# Štola Egidi
Štola Egidi byla dědičnou štolou pro oblast kamenouhelných jam Marie a Julie v Žacléři.

## Historie
V roce 1811 byly položeny v Žacléři první důlní míry. 30. října 1811 byla propůjčená důlní míra Marie Pomocná (Mariahilf mas) dvěma společníkům Ignáci Sklenkovi a Engebertu Pohlovi. Důlní míra zahrnovala odkrytou sloj na pozemku Josefa Pürgela. V roce 1814 důlní míra byla v rukou Engelberta Pohla. Do roku 1841 byla v držení dcery E. Pohla Veroniky a jeho zetě Františka Erbena z Borku, kteří ji prodali Vilemu Reichovi z Libavy (Lubawky). Ražení štoly Egidi navazovalo na štolu, kterou začali razit společníci Sklenek a Pohl. Vlastní štola byla údajně ražena už v roce 1830 Josefem Reicheltem z Drážďan. Nad ústím štoly v kamenném ostění byl vytesán rok 1842, ale do horních knih byla zapsána až v roce 1844. Celková délka štoly byla 685 m. Ražena byla převážně v kameni v malém profilu D5–D9 a byly jí rozfárány všechny nadložní sloje žacléřského slojového pásma (asi 23 slojí). V roce 1844 důlní míru se štolou Egidi odkoupil Jan Müller a v roce 1860 ji daroval svým synům. Štola Egidi sloužila k odvodnění jam Julie a Marie, které byly na důlním poli zaraženy. Jáma Julie byla zahloubena v roce 1853 do úrovně štoly Egidi, tj. do hloubky 53 m. Voda odtékala do 200 m vzdáleného Lampertického potoka. Další její funkcí bylo větrání překopů a chodeb jámy Marie. Vytěžené uhlí bylo prodáváno ve vážném domku, který byl v blízkosti ústí štoly Egidi. Portál štoly byl ještě k vidění po roce 1948. V současné době je překryto ústí štoly odvalem dolu Jan Šverma. Štola Egidi byla zlikvidována v roce 1945. V letech 1995–1997 byla provedena úprava vývěru ze štoly Egidi. Odvodnění paty odvalu na východní a jižní straně. Vody jsou sváděny do vodoteče a do Lampertického potoka.